# Underrent
Mit Underrent bezeichnet man den Teil der Miete, der unter den ortsüblichen Mietsätzen liegt. Underrent wird z. B. vereinbart, wenn der Mieter bauliche Einrichtungen erstellt, die dann ins Eigentum des Vermieters übergehen.
Ein Underrent muss im Rahmen einer Wertermittlung berücksichtigt werden, d. h., es darf nicht mit der ortsüblichen Miete gerechnet werden, wenn tatsächlich eine geringere Miete bezahlt wird.